# كوري واراكا
كوري واراكا (أكياس الورق، "كيس الذهب"، تهجئة Corihuaraca باللغة الإسبانية) أو (مقلاع الورق أو مقلاع، "مقلاع الذهب") هو جبل في سلسلة جبال وانسو في جبال الأنديز في بيرو، ارتفاعه 5,000 متر (16,404 قدم) حوالي 5,000 متر (16,404 قدم). يقع في منطقة أبوريماك، مقاطعة أنتابامبا، في مقاطعتي أنتابامبا وخوان إسبينوزا ميدرانو. يقع كوري واراكا شمال سارة سارة وبانتي باتا وهوتشوي سارة سارة.